# Гейнс, Сандиата
Сандиата Гейнс (англ. Sundiata Gaines; родился 18 апреля 1986 года в Нью-Йорке) — американский профессиональный баскетболист.

## Карьера
Выступал в NCAA за команду университета Джорджии, в чемпионате Италии за «Канту», в Д-лиге за «Айдахо Стэмпид».
Не был выбран ни одной командой на драфте НБА 2008 года.
26 января 2010 года был подписан «Ютой Джаз». В пятой игре за «Джаз» забил баззер (точный трёхочковый с игры одновременно с сиреной) и принёс команде победу над Кавальерс. Для Гейнса это был первый трёхочковый в НБА.
В конце 2010 года перебрался в «Миннесоту», но 5 января 2011 года Гейнс получил статус свободного агента.
14 января 2011 года он подписал 10-дневный контракт с «Торонто Рэпторс», но 27 января «Рэпторс» от него отказались.
28 февраля подписал 10-дневный контракт с «Нью-Джерси Нетс». 21 марта Гейнс подписал многолетний контракт с командой, но 23 марта выбыл до конца сезона, из-за перелома правого бедра.
Во время локаута в НБА играл за команду «Армия» из Тбилиси. По окончании локаута вернулся в «Нетс».

## Статистика

### Статистика в НБА
| Сезон                                                                                    | Команда    | Регулярный сезон | Регулярный сезон | Регулярный сезон | Регулярный сезон | Регулярный сезон | Регулярный сезон | Регулярный сезон | Регулярный сезон | Регулярный сезон | Регулярный сезон | Регулярный сезон | Серия плей-офф | Серия плей-офф | Серия плей-офф | Серия плей-офф | Серия плей-офф | Серия плей-офф | Серия плей-офф | Серия плей-офф | Серия плей-офф | Серия плей-офф | Серия плей-офф |
| Сезон                                                                                    | Команда    | GP               | GS               | MPG              | FG%              | 3P%              | FT%              | RPG              | APG              | SPG              | BPG              | PPG              | GP             | GS             | MPG            | FG%            | 3P%            | FT%            | RPG            | APG            | SPG            | BPG            | PPG            |
| ---------------------------------------------------------------------------------------- | ---------- | ---------------- | ---------------- | ---------------- | ---------------- | ---------------- | ---------------- | ---------------- | ---------------- | ---------------- | ---------------- | ---------------- | -------------- | -------------- | -------------- | -------------- | -------------- | -------------- | -------------- | -------------- | -------------- | -------------- | -------------- |
| 2009/10                                                                                  | Юта        | 32               | 0                | 6,8              | 46,3             | 26,9             | 50,0             | 0,9              | 1,2              | 0,4              | 0,0              | 3,3              | Не участвовал  | Не участвовал  | Не участвовал  | Не участвовал  | Не участвовал  | Не участвовал  | Не участвовал  | Не участвовал  | Не участвовал  | Не участвовал  | Не участвовал  |
| 2010/11                                                                                  | Миннесота  | 8                | 0                | 8,1              | 31,8             | 33,3             | 50,0             | 0,8              | 0,8              | 0,4              | 0,0              | 2,6              | Не участвовал  | Не участвовал  | Не участвовал  | Не участвовал  | Не участвовал  | Не участвовал  | Не участвовал  | Не участвовал  | Не участвовал  | Не участвовал  | Не участвовал  |
| 2010/11                                                                                  | Торонто    | 6                | 0                | 15,0             | 42,9             | 20,0             | 33,3             | 1,3              | 1,8              | 0,7              | 0,2              | 5,8              | Не участвовал  | Не участвовал  | Не участвовал  | Не участвовал  | Не участвовал  | Не участвовал  | Не участвовал  | Не участвовал  | Не участвовал  | Не участвовал  | Не участвовал  |
| 2010/11                                                                                  | Нью-Джерси | 10               | 0                | 14,6             | 41,7             | 23,5             | 55,0             | 2,4              | 2,5              | 0,9              | 0,0              | 5,5              | Не участвовал  | Не участвовал  | Не участвовал  | Не участвовал  | Не участвовал  | Не участвовал  | Не участвовал  | Не участвовал  | Не участвовал  | Не участвовал  | Не участвовал  |
| 2011/12                                                                                  | Нью-Джерси | 57               | 12               | 13,9             | 37,6             | 34,1             | 61,5             | 1,9              | 2,2              | 1,0              | 0,0              | 5,1              | Не участвовал  | Не участвовал  | Не участвовал  | Не участвовал  | Не участвовал  | Не участвовал  | Не участвовал  | Не участвовал  | Не участвовал  | Не участвовал  | Не участвовал  |
|                                                                                          | Всего      | 113              | 12               | 11,6             | 39,7             | 30,1             | 56,2             | 1,5              | 1,8              | 0,7              | 0,0              | 4,5              | Не участвовал  | Не участвовал  | Не участвовал  | Не участвовал  | Не участвовал  | Не участвовал  | Не участвовал  | Не участвовал  | Не участвовал  | Не участвовал  | Не участвовал  |
| Наведите курсор мыши на аббревиатуры в заголовке таблицы, чтобы прочесть их расшифровку. |            |                  |                  |                  |                  |                  |                  |                  |                  |                  |                  |                  |                |                |                |                |                |                |                |                |                |                |                |

### Статистика в Д-Лиге
| Сезон                                                                                    | Команда | Регулярный сезон | Регулярный сезон | Регулярный сезон | Регулярный сезон | Регулярный сезон | Регулярный сезон | Регулярный сезон | Регулярный сезон | Регулярный сезон | Регулярный сезон | Регулярный сезон | Серия плей-офф | Серия плей-офф | Серия плей-офф | Серия плей-офф | Серия плей-офф | Серия плей-офф | Серия плей-офф | Серия плей-офф | Серия плей-офф | Серия плей-офф | Серия плей-офф |
| Сезон                                                                                    | Команда | GP               | GS               | MPG              | FG%              | 3P%              | FT%              | RPG              | APG              | SPG              | BPG              | PPG              | GP             | GS             | MPG            | FG%            | 3P%            | FT%            | RPG            | APG            | SPG            | BPG            | PPG            |
| ---------------------------------------------------------------------------------------- | ------- | ---------------- | ---------------- | ---------------- | ---------------- | ---------------- | ---------------- | ---------------- | ---------------- | ---------------- | ---------------- | ---------------- | -------------- | -------------- | -------------- | -------------- | -------------- | -------------- | -------------- | -------------- | -------------- | -------------- | -------------- |
| 2009/10                                                                                  | Айдахо  | 14               | 8                | 36,5             | 52,2             | 32,4             | 62,8             | 4,7              | 6,9              | 2,3              | 0,3              | 23,9             | Не участвовал  | Не участвовал  | Не участвовал  | Не участвовал  | Не участвовал  | Не участвовал  | Не участвовал  | Не участвовал  | Не участвовал  | Не участвовал  | Не участвовал  |
| 2013/14                                                                                  | Рино    | 18               | 15               | 28,9             | 46,0             | 43,5             | 77,1             | 4,9              | 5,3              | 1,6              | 0,1              | 15,4             | Не участвовал  | Не участвовал  | Не участвовал  | Не участвовал  | Не участвовал  | Не участвовал  | Не участвовал  | Не участвовал  | Не участвовал  | Не участвовал  | Не участвовал  |
| 2015/16                                                                                  | Рино    | 4                | 4                | 27,2             | 46,7             | 45,8             | 81,2             | 4,0              | 4,0              | 1,5              | 0,0              | 20,0             | Не участвовал  | Не участвовал  | Не участвовал  | Не участвовал  | Не участвовал  | Не участвовал  | Не участвовал  | Не участвовал  | Не участвовал  | Не участвовал  | Не участвовал  |
|                                                                                          | Всего   | 36               | 27               | 31,7             | 48,9             | 39,0             | 69,1             | 4,7              | 5,8              | 1,8              | 0,1              | 19,3             | Не участвовал  | Не участвовал  | Не участвовал  | Не участвовал  | Не участвовал  | Не участвовал  | Не участвовал  | Не участвовал  | Не участвовал  | Не участвовал  | Не участвовал  |
| Наведите курсор мыши на аббревиатуры в заголовке таблицы, чтобы прочесть их расшифровку. |         |                  |                  |                  |                  |                  |                  |                  |                  |                  |                  |                  |                |                |                |                |                |                |                |                |                |                |                |